# Osornolobus otariorum
Espèce
Osornolobus otariorum est une espèce d'araignées aranéomorphes de la famille des Orsolobidae.

## Distribution
Cette espèce est endémique des îles Malouines.

## Description
Le mâle holotype mesure 2,82 mm et la femelle paratype 2,69 mm.

## Systématique et taxinomie
Cette espèce a été décrite par Lavery et Snazell en 2025.

## Publication originale
- Lavery & Snazell, 2025 : « The spiders of the Falkland Islands 3: Mecysmaucheniidae and Orsolobidae (Araneae). » Arachnology, vol. 20, no 1, p. 12-24.